# Golfe de la Gonâve

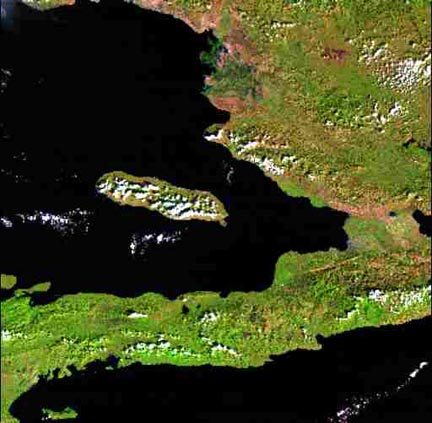
Le golfe de la Gonâve vu par satellite

Le Golfe de la Gonâve est un grand golfe d'Haïti dont il forme l'essentiel de la côte ouest. Il est borné par deux presqu’îles :
- la Péninsule de Tiburon (ou « presqu’île du Sud ») au Sud ;
- la presqu'île du Nord-Ouest au Nord.

Celles-ci se terminent respectivement par le cap Tiburon et le cap à Foux.
Les villes importantes comme celles des Gonaïves, Saint-Marc, Miragoâne, et Jérémie sont situées sur les rives du golfe, tout comme Port-au-Prince, capitale du pays, qui se trouve au fond de celui-ci qui forme la Baie de Port-au-Prince. 
Plusieurs îles sont situées sur cette étendue maritime dont Les Cayémites, ainsi que la plus grande île haïtienne, l'île de la Gonâve, qui est cernée par deux bras de mer : le canal de la Gonâve au Sud et le canal de Saint-Marc au Nord. 
Le plus long fleuve haïtien (et de l'île d'Hispaniola), l'Artibonite, s'y jette également.